# Fets de Joan
Els Fets de Joan o també Actes del sant apòstol i evangelista Joan el teòleg és un llibre apòcrif del Nou Testament escrit en grec cap als segles III o IV. Té influències docetistes i gnòstiques i és atribuït a Joan apòstol. Els fets que narra són històries tradicionals sobre Joan que van començar a circular al segle ii, quan també circulaven històries sobre els altres apòstols. L'Església el considera un text pseudo-epigràfic.
Es creu que l'autor d'aquest text va ser Luci Carí, que va escriure també "Fets" d'altres apòstols: Fets de Pere, Fets de Pau, Fets d'Andreu i Fets de Tomàs. Del text dels Fets de Joan se sap que n'existeixen dues versions. Una versió més antiga i més extensa, però on hi falta la part inicial, parla de l'arribada, la predicació i els miracles de Joan a Efes després de marxar de Milet, on s'havia refugiat per a escapar de la persecució dels cristians i jueus a Jerusalem. La versió més breu i recent descriu una trobada entre Joan i Domicià, l'exili de Joan a Patmos i el seu retorn a Efes, on va morir.
Alguns autors anomenen aquest llibre Fets de Joan a Roma, perquè, a diferència dels Fets de Joan, un text més antic perdut del qual en parla Eusebi de Cesarea, aquest narraria sobretot l'estança de Joan a Roma. De fet, aquest text i d'altres de semblants, són reculls d'una sèrie d'històries orals de procedència diversa.